# Недкови
Недкови са български род от Дряново. Първите сведения за него са от Възраждането, когато представителите му се занимават с търговия. След Освобождението Недкови се разселват в други градове на Княжество България, където продължават и разширяват търговската си дейност.  

## Преди Освобождението

### Първи представители
Не е известно повече за родоначалника Недко, роден най-късно в края на XVIII или началото на XIX век. Първият представител на рода, за когото има останали точни сведения, е Цочо Недков. Той е роден в началото на 1837 г. и е един от известните дряновски соватчии. Соватчийството представлява търговия с добитък, отглеждан за по-късна продажба и клане в градовете. Занаятът играе съществена роля в Дряново, където местните соватчии угояват добитък освен в околните планини и на пасища в Свищовско, Никополско и Плевенско. Известно е, че търновският чорбаджия хаджи Славчо отпуска заем на Цочо Недков около 1860 г. Съпруга на Цочо е Неда Ц. Недкова, родена през 1840 г., като венчавката им се състои преди 1864 г., когато се ражда първият им син.

### Храм "Св. Никола"
Недкови са сред дарителите на новата църква "Св. Никола" в Дряново. Строежът ѝ започва още през 1835 г. от майстор Иван Давдата, но в сегашния си вид е изградена през 1849-1851 г. от Колю Фичето. За ролята им в попечителството на храма свидетелстват гробовете на Цочо и Неда Недкови, както и на сина им Недко в двора му, където са погребани членове на видни дряновски семейства.

### Априлско въстание
През 1876 г. след неуспешното Априлско въстание Цочо Недков по неизвестни причини е арестуван от османските власти заедно с други дряновски първенци и затворен в конака в Търново. По същото време Дряново е в центъра на бойните действие, като четата на Поп Харитон, Бачо Киро и Петър Пармаков е разгромена при обсадата на Дряновския манастир. Като затворник в Търново Цочо прекарва неопределено време с други участници във въстанието, вкл. осъдени на смърт, но по-късно е освободен.

## "Цочо Недков & Синове"
След Руско-турската война през 1877-78 г. Дряново остава в пределите на новото Българско княжество и преживява стопански възход. В този период Недкови изоставят занаята си като търговци на добитък или соватчии, а Цочо Недков става известен като собственик на голям колониален магазин в Дряново - характерен с продажбата на вносни стоки. От края на XIX в. и най-късно към 1899 г. съществува дружеството "Цочо Недков и Синове" с представителства в Дряново и Русе, където Недкови също притежават склад и магазин за колониални стоки и се занимават с доставка на желязо и южни плодове. 
Недкови поддържат връзки с други български предприемачи. За това свидетелстват фактури към дряновския търговец хаджи Генчо Хаджигенчев за железарски материали и разписка за получена от него сума през банка "Д. А. Буров и сие" в Русе. Между 1900 и 1905 г. компанията на Недкови доставя на Акционерно дружество "Ганчо С. Парасков и Г. Йорданов Генчев" в Килифарево: "глеч, нишадър, сусамено масло, строителни материали: пилички, гвоздеи за подкови, куки за прозорци, бургии, шурупи бели, брави със звънци, предмети за бита, бакалски стоки: сардели, бисквити, черно грозде, боя, лампи с огледала, кофи и други."
През 1897 г. общинският съвет на Русе разрешава на "Цочо Недков и Синове" да търгува с препарати против вредители в свое заседание от 24 април.
В Русе Недкови са съсобственици в тютюнева фабрика под името „Дж. Персиян & Ц. Недков и Синове“. Дружеството съществува поне от 1897 г., когато участва в изложение в Йерусалим. Техни цигари печелят златен орден при конкурс през 1900 г., а през 1902 г. се споменават в „Изложение за състоянието на Русенски окръг“. Когато през 1911-12 г. фабриката под името само на Джафер Персиян попада в контабанден скандал, името на Недкови вече отсъства от дружеството и не се споменава, като участието им е приключило преди това. По-късно Недкови са акционери в дружеството за производство и износ на тютюн "Независима България". 
Цочо Недков пребивава в Русе за неопределен период към края на живота си. Почива на 5 март 1909 г. в Дряново на възраст от 72 години. Съпругата му Неда почива на 16 януари 1927 г. на възраст от 95 години, също в Дряново, където са погребани и двамата. Семейното дружество след смъртта на Цочо се поема от синовете му Недко, Досю и Иван и запазва името си според по-късни дела. 

## Клон в Русе
В Русе семействата на Досю и Иван Недкови живеят заедно в голяма къща на ул. "Олимпи Панов" 22, на ъгъла с ул. "Борисова". След 1944 са изгонени от нея, а сградата е конфискувана. Използва се за детска градина, преди да бъде разрушена за ново строителство в началото на XX в.

### Досю Недков
В Русе се заселва Досю Недков, известен като заможен индустриалец в града. През 1929 г. става акционер и част от осемчленния управителен съвет в новото текстилно дружество "Юта" с 45 от общо 600 акции или 7,5% дял на първоначална стойност от 450 хил. лв. От 1931 г. „Юта“ АД е включена в Картела на конопено-ютените фабрики, а над 50% от акциите са изкупени от австрийската фирма „Ханс Юте Текстил“. През 1932 г. капиталът на предприятието е увеличен от 6 на 20 млн. лв., като от 1941 г. то има свой клон в София и бюро във Виена. През 1946 г. дружеството става собственост на СССР, а през 1952 г. е преотстъпено на българската държава. 
Женен е за швейцарка - Ангела Хуртер. Синът им Стефан учи в Швейцария, но се завръща през 1927 г. в Русе, където става съдружник в семейната фирма. След преврата на 9 септември 1944 г. Стефан е арестуван по искане на съветското разузнаване и изчезва безследно. Убит е на 5 октомври 1944 без съд в местността Балюв дол до село Щръклево край Русе. Други наследници на Досю продължават да живеят в Швейцария.  

### Иван Недков
Братът на Досю - Иван Недков, е роден в Русе на 18 октомври 1883 г, където става известен като търговец на едро с метални изделия и земеделски инвентар. От 1906 г. е съдружник в машинна фабрика и железолеярна "Иван Недков" АД, едно от водещите български предприятия в бранша. През 1919 Иван е сред основателите и член на управителния съвет на акционерно дружество "Дунав" за производство и търговия с метални изделия, което притежава и кораб за транспорта им по река Дунав. През 1930 г. предприятието е обявено в несъстоятелност и предложено за разпродажба при първоначална оценка 2 222 550 лв. Иван също е съсобственик в "Юта" АД с 5 акции или дял под 1%.  Към 1931 г. Иван Недков е миноритарен акционер и член на проверителен съвет в акционерното дружество "Братя Мушанови", търгуващо с метални изделия в България и чужбина.
Основател и член е на Ротари клуб в Русе през 1936 г., като е негов вицепрезидент през 1938/39 г. и президент през 1939/40 г. Членува и в масонската ложа "Дунавска звезда", където е пом. ковчежник през 1925-26 г., пом. блюстител през 1926-27 г., автор на градеж през 1927 г. и по неизвестни причини осъден на едномесечно спиране на правата през 1929 г.
След преврата на 9 септември 1944 Иван Недков е разследван за "незаконно обогатяване", но оправдан. Имотите му са конфискувани, като е изгонен от дома си. Лишен е от право да упражнява професията си и остава без работа, като се прехранва с градинарство. По-късно се преселва в София при дъщеря си Ани Хаджимишева, където умира през 1963 г. Дъщеря му работи като сценограф и е омъжена за Михаил Хаджимишев, оперен режисьор и син на дългогодишния дипломат Панчо Хаджимишев.

## Клон във Варна
Първородният син на Цочо - Недко Недков, е роден в Дряново през 1864 г. На 13 януари 1889 г. Недко е сред присъстващите на събрание на дряновското читалище "Общий труд". В края на 1893 Недко Цочев Недков се жени за учителката Недка Лалева Цочева. В Дряново са родени децата им Цочо на 19 септември 1894 и Георги на 19 юли 1897, кръстени съответно на 2 октомври и 3 август с.г. от отец Мянков с кръстник Стефан Цачев. На 18 август 1903 там се ражда и дъщеря им Надежда.  
Недко се заселва във Варна в началото на XX в. Докато пътува по работа, той загива в земетресението в Търново на 1 юни 1913 г., затиснат под срутена сграда. Семейството му във Варна - вдовицата Недка с трите деца заменя започнат строеж на голяма фамилна къща срещу завършено, по-малко жилище в града. Георги участва в Първата световна война и бива ранен в главата, като получава психически увреждания до края на живота си. Надежда завършва Девическата гимназия в града през 1922 г. В края на 20-те години Надежда се омъжва за Никола Люцканов, роден във Варна съсобственик на индустриална мелница в Девня и футболист в отбор Тича. 